# Aetholopus sericeus
Aetholopus sericeus là một loài bọ cánh cứng trong họ Cerambycidae.